# 두서초등학교 내와분교
두서초등학교 내와분교는 울산광역시 울주군 두서면 활천내와로 977 (現 울산학생교육원 내와수련장)에 있었던 초등학교 분교이다.

## 연혁
- 1954.05.09 두북국민학교 내와분교장 개설
- 1972.03.01 내와국민학교로 승격
- 1983.03.01 두북국민학교 내와분교장으로 격하
- 1993.03.01 두서국민학교로 이관
- 1996.03.01 두서초등학교 내와분교로 개칭
- 1999.02.20 제40회 졸업식(누계 536명)
- 1999.03.01 본교로 통폐합